# Johann Georg Ziesenis der Ältere
Johann Georg Ziesenis der Ältere (auch: Johann Jürgen Ziesenis und Hans Ziesenis; getauft 1681 in Hannover; gestorben 20. März 1748 in Kopenhagen) war ein deutscher Hofmaler am dänischen Hof.

## Leben
Johann Georg Ziesenis wurde nach verschiedenen Quellen 1680 oder 1681 geboren – es gibt auch mindestens eine Quelle mit der Jahresangabe 1688 – und 1681 getauft als sechstes Kind des Zeugmachers, Schreibschulmeisters und späteren Ludimagisters der katholischen Gemeinde Dietrich Ziesenis beziehungsweise Dietrich Theodor Ziesenis und dessen zweiter Ehefrau Anna Katharina Lomans. Die katholische Gemeinde um die Clemenskirche siedelte in der Calenberger Neustadt.
Entsprechend der im 18. Jahrhundert gängigen Internationalität Europas wanderte Ziesenis aus seiner niederdeutschen Heimat aus, um in der Fremde sein Auskommen zu finden. 1709 wurde er Bürger von Kopenhagen und dort zum Hofmaler am Hofe von König Friedrich IV. ernannt.
1716 wurde in Kopenhagen Ziesenis Sohn Johann Georg Ziesenis der Jüngere geboren.

## Werk
Von den Werken des Kunstmalers ist möglicherweise nichts erhalten. Der dänische Historiker Carl Frederik Bricka erwähnte in seinen Schriften ein Bildnis von Ziesenis mit einer Darstellung der Taufe Christi. Das Gemälde sollte sich „in der Hedwigskirche zu Kopenhagen“ befinden. Zudem gab es Vermutungen, Ziesenis habe für den dänischen Maler „Balthasar Denner die Gewänder gemalt“.